# William Hodgson (Botaniker)
William Hodgson (* 7. April 1824 in Raughton Hill bei Dalston, Cumberland (England); † 27. März 1901 in Workington) war ein britischer Botaniker. Sein offizielles botanisches Autorenkürzel lautet „Hodgs.“
Hodgson war hauptberuflich Lehrer. Mit 17 Jahren wurde er Schoolmaster in Watermillock und später in Aspatria. Er wohnte später in Workington  und danach in Maryport.
Er war bei Cumberland and Westmorland Association for the Advancement of Literature and Science Berichterstatter für Botanik und veröffentlichte eine Monographie über die Pflanzen seiner Heimat Cumberland.
1884 wurde er Mitglied der Linnean Society of London.

## Schriften
- Flora of Cumberland, Carlisle: W. Meals 1898